# Dioptis zarza
Dioptis zarza is een vlinder uit de familie van de tandvlinders (Notodontidae). De wetenschappelijke naam van de soort is voor het eerst geldig gepubliceerd in 1894 door Dognin.